# ブリス・デュラン
ブリス・デュラン（Brice Dulin、1990年4月23日 - ）は、トップ14、スタッド・ロシュレに所属するラグビー選手。

## プロフィール
- フランス・アジャン出身。
- ポジションはフルバック(FB)。
- 身長 176cm、体重 85kg
- U20フランス代表に選ばれたことがある[1]。
- フランス代表キャップは31(2021年1月現在)でラグビーワールドカップ2015のフランス代表に選ばれた[2]。

## 略歴
SUアジャン、カストル・オランピック、ラシン92を経て、2020年、ラ・ロシェルに加入。 